# L’Oiseau Blanc
L’Oiseau Blanc (pol. Biały Ptak) – nazwa samolotu typu Levasseur PL.8, na którym Charles Nungesser i François Coli podjęli w 1927 roku próbę transatlantyckiego przelotu non-stop z Paryża do Nowego Jorku.

## Historia

Zaplanowana trasa lotu

Znana pokonana trasa

Celem francuskich lotników, oprócz zapewnienia sobie miejsca w historii, była Nagroda Orteiga, ustanowiona dla pierwszej załogi, która przeleci nad północnym Atlantykiem z Paryża do Nowego Jorku lub odwrotnie. Niektórzy z konkurentów Nungessera i Coliego zginęli, inni rozbili swoje maszyny przy starcie. Francuzom udało się jednak bezpiecznie odlecieć z podparyskiego lotniska Le Bourget. Wiadomo, że bezpiecznie wylecieli nad ocean nad brzegami Irlandii, jednak od tego momentu relacje na temat ich lotu są niejasne. Istnieją dowody, że piloci przekroczyli Atlantyk, dotarli do Nowej Fundlandii i polecieli dalej – na południe. Nad lasami amerykańskiego stanu Maine samolot widziano, a właściwie słyszano, ostatni raz.
"L’Oiseau Blanc" nigdy nie dotarł do portu przeznaczenia, a legendy o jego losie do dzisiaj rozbudzają wyobraźnię. Można jednak z dużą dozą prawdopodobieństwa stwierdzić, że Nungesser i Coli leżą na amerykańskiej ziemi, a nie, jak sądzono przed dotarciem do relacji świadków w latach 80. XX wieku, na dnie Atlantyku.
Maszyna posiadała odrzucane podwozie, wodoszczelny, hydrodynamiczny kadłub i składane śmigło. Wszystko dla zmniejszenia ciężaru. Samolot miał docelowo lądować na rzece Hudson w Nowym Jorku.